# Dileita Mohamed Dileita

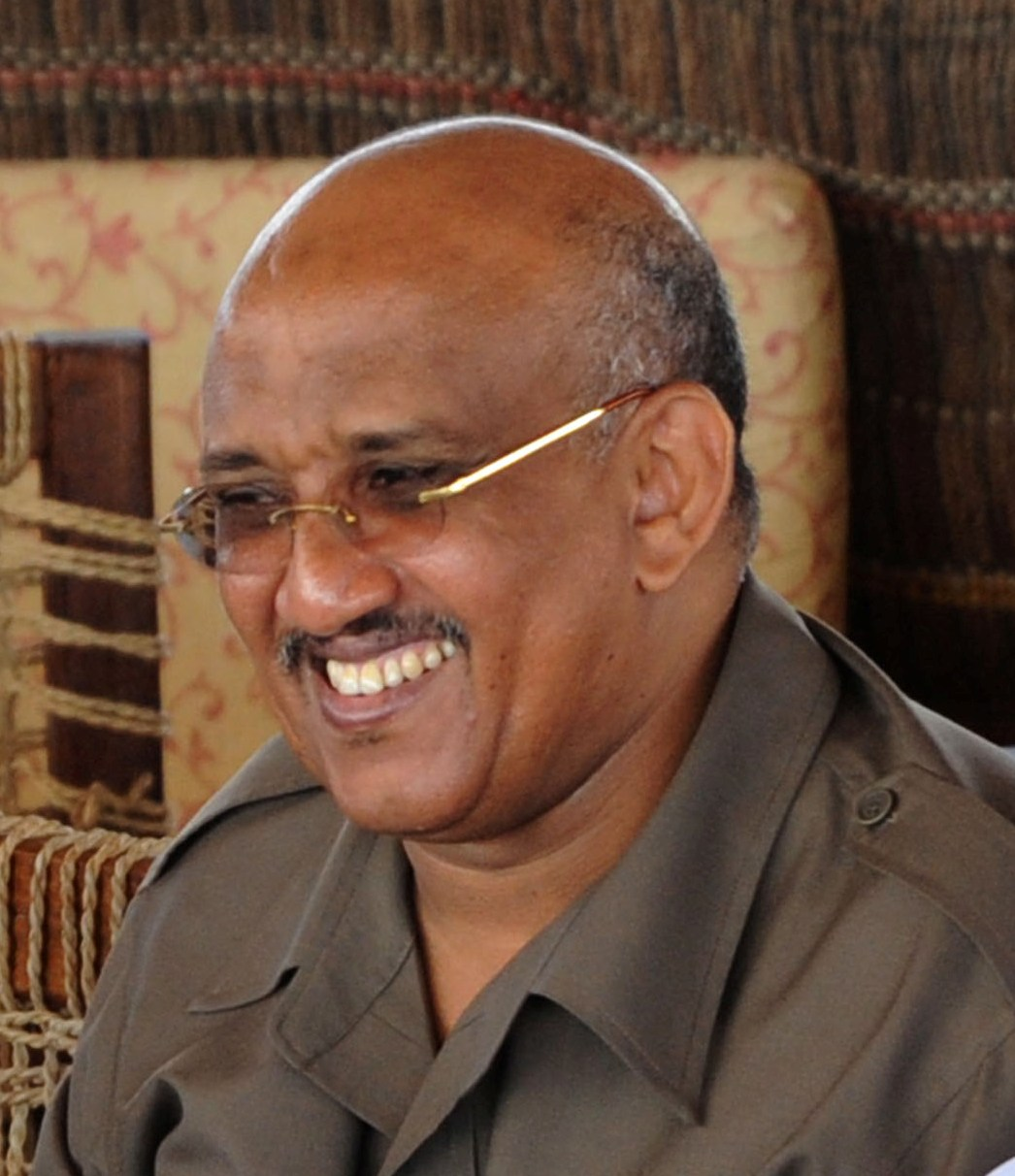
Dileita Mohamed Dileita

Dileita Mohamed Dileita (* 12. März 1958 in Tadjoura) ist ein Politiker und ehemaliger Ministerpräsident von Dschibuti. Er übernahm das Amt am 4. März 2001 von Barkat Gourad Hamadou und wurde am 1. April 2013 von Abdoulkader Kamil Mohamed abgelöst.
Dileita gehört der Partei Rassemblement populaire pour le progrès (RPP) an und stand einer Koalition seiner Partei mit der früheren Rebellengruppe Front pour la restauration de l’unité et la démocratie (FRUD) vor. Er gehört der Volksgruppe der Afar an. In den 1990er-Jahren hatte er sein Land als Diplomat vertreten, unter anderem als Botschafter in Äthiopien.
2013 wurde ihm der japanische große Orden der Aufgehenden Sonne am Band verliehen.

## Familie
Seine Tochter Shay Lia lebt als Sängerin in Kanada.